# 小孔蛇綿鳚
小孔蛇綿鳚（学名：Lycenchelys micropora）為輻鰭魚綱鱸形目绵鳚亞目绵鳚科的其中一種，分布於北太平洋區的白令海海域，屬深海底棲性魚類，棲息深度在水深2377至3512公尺。
其种加词“micropora”意为“小孔的”。